# Lingue afro-asiatiche
Le lingue afro-asiatiche, chiamate anche tradizionalmente camito-semitiche, sono una famiglia linguistica parlata nell'Africa settentrionale (dall'Oceano Atlantico all'Etiopia) e in parte dell'Asia occidentale. A Malta, e quindi in Europa, è parlato il maltese, una lingua strettamente imparentata con l'arabo (ed all'origine un suo dialetto). L'arabo è sicuramente la lingua più diffusa delle lingue afro-asiatiche, e la sua grande importanza storica e culturale ha prodotto piccole isole arabofone anche al di là dell'area di diffusione tradizionale della famiglia linguistica: citiamo soltanto il piccolo nucleo di arabofoni ancora presenti in Asia centrale (Uzbekistan).

## Classificazione
La famiglia afro-asiatica è composta dalle seguenti sottofamiglie:
- lingue semitiche
- lingue camitiche
- lingue cuscitiche
- lingue ciadiche
- lingue omotiche

Eccettuata la famiglia delle lingue semitiche, le altre lingue tradizionalmente vengono chiamate un po' impropriamente "lingue camitiche".

### Lingue semitiche
- lingue semitiche orientali †
  - accadico †
    - assiro †
    - babilonese †

  - eblaita †
- lingue semitiche nordoccidentali
  - ugaritico †
  - lingue cananaiche: erano suddivise in dialetti strettamente imparentati e reciprocamente comprensibili, di cui i più importanti sono:
    - ebraico
    - fenicio-punico †
    - moabita †
    - yaudico †
    - sinaitico †
    - aramaico
      - aramaico antico †
      - aramaico medio † 
        - aramaico d'impero
        - nabateo
        - palmireno
        - hatreno
        - aramaico giudaico palestinese
        - aramaico giudaico babilonese
        - aramaico cristiano-palestinese

      - siriaco (sopravvive solo come lingua scritta e liturgica)

    - neoaramaico occidentale (in via di scomparsa, è lingua esclusivamente parlata in ristrette aree della Siria)
    - neoramaico orientale o neosiriaco (suret)
- lingue semitiche meridionali
  - nordarabico epigrafico †
  - arabo: oggi l'arabo classico esiste solo come lingua scritta e della comunicazione colta; nel parlato esistono decine di dialetti, molto diversificati e spesso non reciprocamente comprensibili; l'unico tra essi ad aver raggiunto dignità di lingua scritta è il
    - maltese

  - sudarabico
    - sudarabico epigrafico †
    - soqotri
    - mehri
    - jibbali

  - lingue semitiche dell'Etiopia
    - settentrionale
      - ge'ez (antico etiopico, oggi sopravvive solo come lingua scritta)
      - tigrino
      - tigré (lingua solo orale, divisa nei dialetti maria, mensa e habab)

    - meridionale
      - amarico
      - gafat †
      - harari
      - guraghé

### Lingue camitiche
I singoli gruppi camitici appaiono imparentati ciascuno col semitico più che tra loro a formare un singolo gruppo linguistico.
- egizio
  - egizio arcaico
    - egizio antico
      - egizio medio
        - egizio tardo (neoegizio)
        - demotico
        - egizio tolemaico
          - copto
- lingue berbere: solo recentemente si è cominciato a usare regolarmente lo scritto per le diverse lingue berbere, usando vari sistemi, la scrittura indigena (tifinagh e più recentemente neo-tifinagh), quella latina o quella araba.
  - cabila/taqbaylit
  - nefusi
  - tashawit
  - tumzabt
  - tarifit
  - tamazight
  - tashelhit
  - zanega
  - tuareg

### Lingue cuscitiche
La maggior parte delle lingue cuscitiche (l'unica eccezione è attualmente il somalo, ed in parte l'oromo) sono esclusivamente orali e sono più insiemi di dialetti imparentati che lingue in senso stretto; ognuna delle lingue cuscitiche si suddivide in vari dialetti, non tutti reciprocamente comprensibili.
- begio
  - hadendowa
  - beni amer
- somalo
- oromo (galla)
- sidama
- afar (dancalo)
- sahi
- agaw
  - assaortino
  - bilen

### Lingue ciadiche
Il ciadico è una vasta famiglia linguistica, composta da oltre cento lingue; l'appartenenza di alcune di esse alla famiglia ciadica è in discussione; 
- hausa

### Lingue omotiche
L'appartenenza di questo gruppo linguistico alla famiglia afroasiatica non è del tutto certa e per un certo numero di lingue l'attribuzione a questo gruppo è molto incerta. 
- caffino

## Storia
Generalmente si ammette che le lingue camitiche siano giunte in Africa dall'Asia occidentale per via della diffusione dell'agricoltura avvenuta nel Neolitico.
In realtà è anche possibile una spiegazione un poco differente.
In effetti si deve osservare che in linguistica non tutti accettano l'unità delle lingue semitiche con quelle cosiddette camitiche ed è stato proposto, come per altre famiglie, che la famiglia semito-camitica sia in realtà una lega linguistica.
Tale lega linguistica si sarebbe formata a causa della sovrapposizione delle lingue semitiche sulle preesistenti famiglie linguistiche camitiche del Paleolitico africano, in seguito alla diffusione dell'agricoltura in Africa partita dall'Asia occidentale nell'8000 a.C. circa, durante il Neolitico. In tal modo l'azione amalgamante dell'adstrato semitico avrebbe accelerato la convergenza delle famiglie linguistiche africane, in origine non imparentate ma successivamente confluite nel cosiddetto camitico. Questo spiegherebbe anche perché le lingue berbere mostrano qualche affinità col basco, mentre l'egiziano aveva alcune somiglianze con l'antico indoeuropeo.